# Staibra
Staibra ist ein Gemeindeteil der Kreisstadt Kronach im Landkreis Kronach (Oberfranken, Bayern).

## Geographie
Das Dorf besteht aus sieben Einzelsiedlungen, die sich alle auf halber Höhe zum Großen Roten Bühl (514 m ü. NHN, 1,1 km westlich) befinden. Eine Gemeindeverbindungsstraße führt nach Wüstbuch (1,1 km nordwestlich) bzw. nach Horlachen (1,3 km südöstlich).

## Geschichte
Gegen Ende des 18. Jahrhunderts gab es in Staibra 3 Anwesen. Das Hochgericht übte das Rittergut Fischbach in begrenztem Umfang aus. Es hatte ggf. an das bambergische Centamt Stadtsteinach auszuliefern. Die Grundherrschaft über die drei Gütlein hatte das Rittergut Fischbach.
Mit dem Gemeindeedikt wurde Staibra dem 1808 gebildeten Steuerdistrikt Fischbach und der 1818 gebildeten Ruralgemeinde Fischbach zugewiesen. Am 1. Mai 1978 wurde Staibra im Zuge der Gebietsreform in Bayern in Weißenbrunn eingegliedert.

### Einwohnerentwicklung
| Jahr      | 001818 | 001861 | 001871 | 001885 | 001900 | 001925 | 001950 | 001961 | 001970 | 001987 | 2023 |
| Einwohner | 61     | 49     | 54     | 53     | 60     | 56     | 50     | 42     | 31     | 39     | 30   |
| Häuser    | 12     |        |        | 11     | 11     | 10     | 10     | 10     |        | 11     | 12   |
| Quelle    | [ 5 ]  | [ 7 ]  | [ 8 ]  | [ 9 ]  | [ 10 ] | [ 11 ] | [ 12 ] | [ 13 ] | [ 14 ] | [ 1 ]  |      |

## Religion
Der Ort ist seit der Reformation evangelisch-lutherisch geprägt und nach St. Jakobus (Fischbach) gepfarrt.